# Spoorlijn 39A
Spoorlijn 39A was een korte Belgische spoorlijn van Moresnet naar Neutraal Moresnet / Kelmis. De lijn was 2,9 km lang.

## Geschiedenis
De lijn werd geopend op 12 maart 1871. Oorspronkelijk was de lijn alleen voor goederenverkeer. Vanaf 1925 werd lijn 39A ook voor reizigersverkeer gebruikt. Na de sluiting in 1952 is de lijn opgebroken.

## Huidige toestand
De bedding is thans een mooi wandel- en fietspad (RAVEL 39) in de Geulvallei, met prachtig uitzicht op het viaduct van Moresnet. Er staan nog twee overwegwachtershuisjes. Het laatste deel van de lijn liep direct ten noorden langs de Aachener Straße. De lijn eindigde bij het bestuursgebouw van Société des Mines et Fonderies de Zinc de la Vieille-Montagne, dat er nog steeds staat. Direct daarnaast staat het voormalige stationsgebouw op de Lütticher Straße 278. In het voormalige bestuursgebouw en station is Museum Vieille Montagne gevestigd, met onder andere aandacht voor de spoorgeschiedenis van de streek.

## Aansluitingen
In de volgende plaats was er een aansluiting op de volgende spoorlijn:
Moresnet
Spoorlijn 39 tussen Welkenraedt en Botzelaer